# IPhone OS 3
iPhone OS 3 — третій основний випуск мобільної операційної системи iOS, що розроблена Apple Inc., як наступник iPhone OS 2. Вона була представлена 17 березня 2009 року і випущена 17 червня 2009 року. Її наступником стала iOS 4, яка була випущена 21 червня 2010 року; у новій версії відкинуто концепцію про іменування «iPhone OS». iPhone OS 3 була останньою версією, в якій використовувалось найменування «iPhone OS».
У iPhone OS 3 додано діалогове спливаюче вікно «вирізати, скопіювати або вставити», що дозволяє користувачам легше переміщувати вміст. У ній також зʼявилася Spotlight, функцію індексування пошуку, розроблену, щоб допомогти користувачам знайти конкретну інформацію на своєму пристрої, таку як контакти, повідомлення електронної пошти або програми. Головний екран був розширений, щоб користувачі могли додавати до 11 сторінок, всміщаючи загалом 180 програм. Програма Повідомлення отримала підтримку MMS, а програма Камера отримала підтримку запису відео на iPhone 3GS, а нова програма Диктофон дозволила користувачам записувати свій голос.

## Програми
- iTunes
- App Store
- Text
- Календар
- Фотографії
- Камера
- YouTube
- Stocks
- Карти
- Погода
- Годинник
- Калькулятор
- Нотатки
- Параметри
- Диктофон

### Dock
- Телефон
- Пошта
- Safari
- iPod

## Історія
iPhone OS 3 було анонсовано 17 березня 2009 року, а бета-версія стала доступною для розробників того ж дня.

iPhone OS 3.0 була офіційно випущена 17 червня 2009 року.

### Оновлення
| Версія    | Збірка            | Дата випуску                   | Примітки |
| --------- | ----------------- | ------------------------------ | --- |
| 3.0       | 7A341             | 17 червня 2009                 | Початковий випуск; Початковий випуск для iPhone 3GS |
| 3.0.1     | 7A400             | 31 липня 2009                  | Виправлено помилки, включаючи виправлення безпеки для SMS-повідомлень                                                                                      |
| 3.1 3.1.1 | 7C144 7C145 7C146 | 9 вересня 2009 17 вересня 2009 | Початковий випуск на iPod Touch (3-го покоління); нові функції та виправлення безпеки.                                                                     |
| 3.1.2     | 7D11              | 8 жовтня 2009                  | Виправлення помилок |
| 3.1.3     | 7E18              | 2 лютого 2010                  | Виправлення помилок including security fixes. Остаточний випуск для iPhone першого покоління та iPod Touch першого покоління.                              |
| 3.2       | 7B367             | 3 квітня 2010                  | Початковий випуск для iPad (1-го покоління). Ексклюзивно для цього пристрою; зміни інтерфейсу користувача, щоб краще використовувати форм-фактор планшета. |
| 3.2.1     | 7B405             | 15 липня 2010                  | Виправлено помилки, включаючи помилку Wi-Fi |
| 3.2.2     | 7B500             | 11 серпня 2010                 | Виправлення безпеки |

1. 1 2  Лише iPod touch (3‑го покоління)
2. 1 2  Повторна версія iPhone OS 3.1.1 лише для iPod touch (3-го покоління).
3. 1 2 3  Лише iPad (1‑го покоління)

## Особливості системи

### Вирізати, скопіювати або вставити
У iPhone OS 3 зʼявилося діалогове вікно «вирізати, скопіювати або вставити», коли користувачі двічі торкаються тексту. Кнопка «вставити» включатиме все, що зберігається в буфері обміну пристрою, у позначену область.

### Spotlight
Spotlight — це загальносистемна функція індексування та пошуку, яка допомагає користувачам шукати на пристрої певні контакти, повідомлення електронної пошти, зустрічі в календарі, мультимедійні файли, програми тощо. До нього можна отримати доступ, провівши пальцем вправо від головного екрана.

### Головний екран
iPhone OS 3 розширює максимальну кількість сторінок на головному екрані до 11, що становить 180 програм.

## Функції програм

### Повідомлення
Програма Повідомлення отримала вбудовану підтримку для служби мультимедійних повідомлень (MMS), що дозволяє користувачам надсилати та отримувати повідомлення, які також містять зображення, контакти, місцезнаходження, голосові записи та відеоповідомлення.

### Камера та Фотографії
У програмі Камера зʼявився запис відео на iPhone 3GS.
У програмі Фотографії з'явилася нова кнопка копіювання та можливість видаляти кілька фотографій одночасно.

### Диктофон
У iPhone OS 3 додано програму Диктофон, що дозволяє користувачам записувати свій голос.

## Вартість
Оновлення до iPhone OS 3 було безкоштовним для iPhone. Оновлення до iPhone OS 3 спочатку коштувало користувачам iPod Touch 9,95 доларів; оновлення до 3.1 з версії 2.x коштувало всього $4,95.
iPhone OS 3 була останньою основною версією iOS, за оновлення якої стягувалася плата з користувачів iPod Touch. Починаючи з iOS 4, оновлення iOS стали безкоштовними для всіх користувачів, включаючи користувачів iPod Touch.

## Підтримувані пристрої
| - iPhone (1‑го покоління) - iPhone 3G - iPhone 3GS | - iPod Touch (1‑го покоління) - iPod Touch (2‑го покоління) - iPod Touch (3‑го покоління) | - iPad (1‑го покоління) |